# Stictopleurus crassicornis
Stictopleurus crassicornis är en insektsart som först beskrevs av Carl von Linné 1758.  Stictopleurus crassicornis ingår i släktet Stictopleurus och familjen smalkantskinnbaggar. Arten är reproducerande i Sverige. Inga underarter finns listade i Catalogue of Life.